# Santiago Trigos
Santiago Trigos Nava (ur. 22 stycznia 2002 w mieście Meksyk) – meksykański piłkarz występujący na pozycji defensywnego pomocnika, od 2022 roku zawodnik Pumas UNAM.